# Баттион, Роберто
Роберто Баттио́н (исп. Roberto Miguel Battión; 1 марта 1982, Санта-Фе) — бывший аргентинский футболист, выступавший на позиции полузащитника оборонительного плана.

## Биография
Баттион начал игровую карьеру в команде из родного города «Унион» в 2002 году. В то время команда выступала в Примере чемпионата Аргентины. Несмотря на то, что «Унион» вылетел в Примеру B по итогам сезона 2002—2003, Баттион остался верен своей родной команде и остался выступать в ней в более низшем дивизионе.
В 2007 году, когда стало очевидным, что «Униону» бороться за возвращение в элиту будет крайне сложно, Баттион принял решение перейти в «Архентинос Хуниорс». Довольно быстро он стал игроком основного состава «Красных жуков», проведя в двух чемпионатах сезона 27 матчей из 38, в которых забил 4 гола — столько же, сколько за 5 лет, проведённых в «Унионе».
В 2008 году Роберто перешёл в греческую команду «Арис», но спустя год, проведённый в Салониках, попросил руководство клуба отдать его в аренду в «Банфилд». В этом клубе Баттион с ходу стал игроком основы и стал одним из героев Апертуры 2009 года, которую выиграла одна из старейших команд страны. Это был первый титул чемпионов Аргентины в истории «Банфилда». Баттион дебютировал в Кубке Либертадорес, в котором в 7 играх отметился 2 забитыми голами. Клаусуру команда провела не совсем удачно, а срок аренды из «Ариса» у Баттиона закончился.
В июле 2010 года «Индепендьенте» выкупил права на Баттиона у «Ариса» за 3 млн. долларов. Клайд Диас, агент игрока, заявил о том, что причиной ухода из «Банфилда» стала зарплата футболиста. Контракт был заключён на срок 4 года. 28-летний полузащитник подчеркнул:

Это та возможность, которую я не мог упустить. У меня есть возможность играть и приносить пользу «Индепендьенте». Это большой личный вызов, и я полон ожиданий. Единственное достижение (победа в Клаусуре 2009), которого я добился в игровой карьере, пришло во время выступлений за «Банфилд», и я благодарен этому клубу.

В Апертуре 2010 «Индепендьенте» выступил провально, но сам Баттион принял участие лишь в 7 играх чемпионата из 19. Зато он стал неоспоримо ведущим игроком своей команды в розыгрыше Южноамериканского кубка. Он сыграл в 7 встречах турнира, в том числе в двух финальных играх против бразильского «Гояса». При этом он отыграл без замен (а во втором матче для выявления победителя потребовалось дополнительное время и серия послематчевых пенальти), внеся существенный вклад в первую победу своей команды в международном турнире за последние 15 лет.
На профессиональном уровне Баттион провёл последние три сезона в греческом клубе «Верия». Завершил карьеру в 2017 году в любительском клубе «Атлетико Пилар».

## Титулы
- Чемпион Аргентины (1): Апертура 2009
- Обладатель Южноамериканского кубка (1): 2010